# Asadipus insolens
Asadipus insolens là một loài nhện trong họ Lamponidae. Loài này được phát hiện ở Queensland.